# Annabel Chong

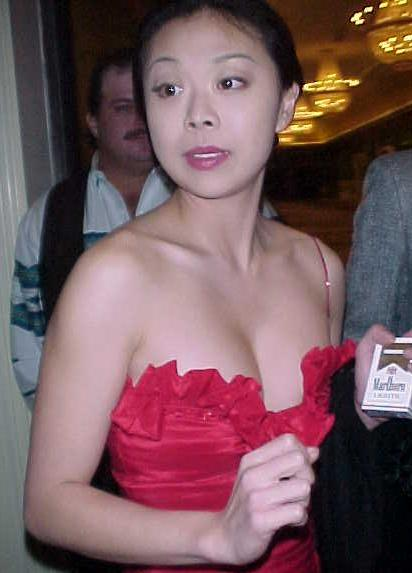
Annabel Chong (2000)

Annabel Chong (eigentlicher Name Grace Quek, * 22. Mai 1972 in Singapur) ist eine ehemalige Pornodarstellerin, die in den USA lebt. Sie errang mit dem Pornofilm The World’s Biggest Gang Bang Berühmtheit, in dem sie innerhalb von zehn Stunden mit etwa 70 Männern 251-mal Sex vor der Kamera hatte, was als „Weltrekord im Gangbang“ vermarktet wurde. Ihre Lebensgeschichte wurde 1999 zum Thema des Dokumentarfilms Sex: The Annabel Chong Story und diente als Vorlage für ein Theaterstück und einen Roman.

## Leben
Grace Quek wurde in Singapur als Tochter eines Lehrerehepaares geboren. Nach Abschluss ihrer schulischen Ausbildung an einer Mädchenschule studierte sie in London Rechtswissenschaften und Kunst. Sie führte ihr Studium dort bis zum Alter von 21 Jahren fort und zog dann, nachdem sie Opfer einer Massenvergewaltigung geworden war, in die Vereinigten Staaten, wo sie im Graduiertenstudium erfolgreich an der Universität von Südkalifornien Fotografie, Kunst und Gender Studies studierte und einen Abschluss machte. Um ihr Studium zu finanzieren, arbeitete sie als Pornodarstellerin.
Chong stellt die Doppelmoral heraus, die den Frauen eine Fähigkeit zum offenen Ausleben ihrer Sexualität verbietet, die Männern oft ganz selbstverständlich zuerkannt wird:

“If a guy did 251 women in one day, I guess everyone would think he’s a real stud. But when a girl does that she’s considered to be this terrible slut.”

„Würde ein Kerl es 251 Frauen an einem Tag besorgen, würde, schätze ich, jeder denken, er sei ein richtiger Sexprotz. Aber wenn ein Mädchen das tut, hält man es für eine ungeheuerliche Schlampe.“

## Karriere als Pornodarstellerin
Quek antwortete auf eine Anzeige, die scheinbar von einer Modelagentur, tatsächlich aber von einem Erwachsenenfilmproduzenten stammte.
Im Januar 1995 wurde The World’s Biggest Gang Bang realisiert und von John T. Bone inszeniert. Queks Motivation, an dieser Verfilmung teilzunehmen, basierte unter anderem auf ihrem Wunsch, die Geschlechterrolle in Frage zu stellen. Quek erhielt zwar niemals die 10.000 Dollar, die ihr für den Gangbang versprochen worden waren und die ihre Studiengebühren an der Universität decken sollten, wurde jedoch im Anschluss ein gefragter Talkshow-Gast, unter anderem in der Jerry Springer Show.
Für ihre Darstellung erhielt Chong vom Magazin Esquire einen „dubious achievement award“. Im 1996 entstandenen Sequel World’s Biggest Gang Bang 2, an dem auch Quek mitwirkte, wurde der Rekord von Jasmin St. Claire mit 300 Männern überboten.
Im Jahr 2000 gab Quek an, als Regisseurin mit einer eigenen Produktionsgesellschaft Pornos für Frauen drehen zu wollen, zog sich 2003 aber aus der Branche zurück und arbeitet seither als Programmiererin.

## Rezeption
Ihr Leben wurde 1999 Gegenstand des Dokumentarfilms Sex: The Annabel Chong Story von Gough Lewis. Der Film wurde auf dem Sundance Film Festival aufgeführt und dort für den großen Preis des Festivals nominiert. Insbesondere ihre Auffassung von Sexualität wurde einerseits als erniedrigend empfunden, von anderen als kämpferischer Feminismus interpretiert. Der Schriftsteller Chuck Palahniuk griff ihre Rolle in The World’s Biggest Gang Bang in seinem Roman Snuff auf. Die darin beschriebene fiktionale Protagonistin versucht den von Quek aufgestellten Rekord mit 600 Männern zu überbieten. Im Jahre 2007 schrieb Ng Yi-Sheng das Theaterstück 251, das ebenfalls auf der Lebensgeschichte Annabel Chongs basiert und in Singapur unter der Regie von Loretta Chen uraufgeführt wurde.